# Polistes simulatus
Polistes simulatus är en getingart som beskrevs av Smith 1861. Polistes simulatus ingår i släktet pappersgetingar, och familjen getingar.

## Underarter
Arten delas in i följande underarter:
- P. s. halmaheirensis
- P. s. morotaiensisis